# Kanton Valenciennes-Nord
Der Kanton Valenciennes-Nord war bis 2015 ein französischer Kanton im Arrondissement Valenciennes, im Département Nord und in der Region Nord-Pas-de-Calais. Sein Hauptort war Valenciennes. Vertreter im Generalrat des Departements war zuletzt von 2011 bis 2015 Jean-Claude Dulieu (PCF).

## Gemeinden
Der Kanton bestand aus einem Teil der Stadt Valenciennes (angegeben ist die Gesamteinwohnerzahl, im Kanton lebten etwa 22.200 Einwohner) und weiteren vier Gemeinden: 
| Gemeinde         | Einwohner Jahr | Fläche km² | Bevölkerungsdichte | Code INSEE | Postleitzahl |
| ---------------- | -------------- | ---------- | ------------------ | ---------- | ------------ |
| Aubry-du-Hainaut | 1.452 (2013)   | 4,32       | 336 Einw./km²      | 59027      | 59494        |
| Bellaing         | 1.168 (2013)   | 3,42       | 342 Einw./km²      | 59064      | 59135        |
| Petite-Forêt     | 4.852 (2013)   | 4,55       | 1066 Einw./km²     | 59459      | 59494        |
| Valenciennes     | 42.851 (2013)  | –          | – Einw./km²        | 59606      | 59300        |
| Wallers          | 5.540 (2013)   | 20,89      | 265 Einw./km²      | 59632      | 59135        |